# Зинатуллин, Альберт Рахматуллович
Альберт Рахматуллович Зинатуллин (19 апреля 1966, Свердловск, РСФСР, СССР) — российский актер, театральный режиссер, продюсер, сценарист, педагог, поэт.
Лауреат международной литературной премии им. П. П. Бажова, в номинации «Мастер. Поэзия.».
Основатель частной театральной кампании «Труппа „Наивный театр“».
Автор главного героя — Вороны Капы, а так же соавтор и бессменноведущий детского телевизионного шоу-проекта «Телебом» и «Капашилки» (4-канал, Екатеринбург, в том числе, ТНТ- телесеть, НТВ+, Москва, сезон 2000—2002)

## Биография
Родился 19 апреля 1966 г. в городе Свердловске. Отец — Рахматулла Зинатуллин. Мать — Альбина Назимовна Зинатуллина (род. 12 июня 1946).
В семь лет пошёл в школу (№ 100). По окончании хотел поступать в Уральский государственный университет, на факультет журналистики, но поступил в Екатеринбургский государственный театральный институт, на кафедру: артист театра кукол, мастерская Сорокина Б. П. (1983г). В 1984 г. — был призвал в армию. Отслужил два года на Дальнем Востоке в пограничных войсках. В 1986 г. — восстановился в институт, в 1989 г. — окончил.
В 1988 г. вместе с однокурсниками и выпускниками других кафедр организовал театр-студию «Комедиант». Через год создал частную кукольную кампанию "Труппа"Наивный театр"". Театр располагался в Екатеринбургском доме работников искусств, по адресу Пушкина 12. Труппа успешно гастролировала в городах: Таллинн, Киев (СНГ), Дуйебург (Германия), Вупперталь (Германия). Кампания просуществовала до 2000 гг.
С 1992—2000 — преподаватель актерского мастерства в ЕГТИ, кафедра театра кукол.
С 1994 по настоящий момент — автор и ведущий детского телевизионного шоу-проекта «Телебом», «Капашилки» (4-канал, Екатеринбург, в том числе, ТНТ- телесеть, НТВ+, Москва, сезон 2000—2002).
С 2014 по настоящее время — художественный руководитель и режиссер «Театра Вороны Капы».
С 2012—2015 гг. — автор сценария и постановщик проекта «Елка в доме Тупиковой» (организатор «Екатеринбургский дом актера»).
В 2015 г. — автор и постановщик проекта «Сказка в Кашино» (организатор "Единая Промышленная Карта Свердловской области).
С 2015 г. и по настоящий момент — режиссер Уральского государственного театра эстрады.
В настоящее время живет и работает в Екатеринбурге. Женат на Злате Степановой (детский писатель и драматург, автор серии книг «Маленькая Фея»).

## Творчество
Театральные работы:
«Комедиант» театр студия, Свердловск
- 1989 — «Соловей и роза» (постановка Альберт Зинатуллин) — Соловей, Розовый Куст.

- 1989 — « День рождения Инфанты» (постановка Альберт Зинатуллин) — Карлик, Король, Автор.

- 1990 — « Про Федота-Стрельца» (постановка Альберт Зинатуллин, Сергей Потапов) — Царь, Баба Яга, скоморох.

Центр Культуры и искусства, Свердловск
- 1991 — «Цыпленок идет в Куд-кудаки» (постановка Альберт Зинатуллин) — Рак, Мартышка, Воробей.

«Наивный Театр»
- 1992 — « Чиполлино» (постановка Альберт Зинатуллин) — мастер Виноградинка, солдат Лимончик, граф Вишенка, Мастино, мистер Моркоу, уличный торговец.

- 1995 — « Марат/Сад» (постановка Альберт Зинатуллин) — Марат, Дюпре, санитар.

Дом актера, Екатеринбург
- 2012 — « Фарфоровая Чашечка и Медный Ключ» (постановка Альберт Зинатуллин) — Ключик, барон Дуршлаг, жених из Индии, жених с Востока, купец Баклушкин, рассказчик.

- 2013 — « Варежка Варя в стране Потерянных варежек» (постановка Альберт Зинатуллин) — варежка Ваня, горный Орел, тигровый Заяц.

- 2014 — « Заячье сердечко» (постановка Альберт Зинатуллин) — Клоун, Пуговичная Ведьма, рассказчик.

- 2016 — « Иван-дурак ума-разума набирался» (постановка Альберт Зинатуллин) — Мудрая Ворона, Бурьян Корнеевич Леший.

- 2017 — « Тайна волшебного телефона» (постановка Альберт Зинатуллин) — Коленька, пес Шарик.

Уральский государственный театр эстрады, Екатеринбург
- 2016 — « Почемучки» (постановка Альберт Зинатуллин) — Ворона Капа, Коленька, Мышь, кот Барсик.

- 2018 — «Чудесный теремок» (постановка Альберт Зинатуллин) — Продавец, Крот, Заяц, Лягушонок, Медведь, Квакса.

- 2019 — «Неизлечимые» (постановка Альберт Зинатуллин) — Михаил Зощенко, Буфетчик, Носильщик.

Режиссерские работы:
- 1989 — «Соловей и роза», «День рождения Инфанты» — Оскар Уайльд — театр-студия «Комедиант», Свердловск

- 1990 — «Про Федота-Стрельца» — Леонид Филатов — театр-студия «Комедиант», Свердловск

- 1991 — «Цыпленок идет в Куд-кудаки» — по мотивам стихотворения Эммы Мошковской — Центр культуры и искусства, Свердловск

- 1992 — «Чиполлино» — Джанни Родари — «Наивный театр», Екатеринбург

- 1993 — «Правда, мы будем всегда?» — Козлов Сергей Григорьевич — «Наивный театр», Екатеринбург

- 1994 — «Канут-музыкант» — Зигмунд Топелиус — «Наивный театр», Екатеринбург

- 1995 — «Марат/Сад» — Петер Вайс — «Наивный театр», Екатеринбург

- 2012 — «Фарфоровая Чашечка и Медный Ключ» — Злата Серебрякова — Дом актера, Екатеринбург

- 2012 — «Где живет ветерок?» — Злата Серебрякова — проект «Театр Вороны Капы», Екатеринбург

- 2012 — «Почему кружечки волшебные?» — Злата Серебрякова — проект «Театр Вороны Капы», Екатеринбург

- 2012 — «Как дарить подарки?» — Злата Серебрякова — проект «Театр Вороны Капы», Екатеринбург

- 2013 — «Варежка Варя в стране Потерянных варежек» — Злата Серебрякова — Дом актера, Екатеринбург

- 2013 — «Пигмалион» (на английском языке) — Бернард Шоу — Дом актера, Екатеринбург

- 2014 — «Клоп»\ спектакль в жанре «паблик-арт» — Владимир Маяковский — Дом Печати, Екатеринбург

- 2014 — «Заячье сердечко» — Злата Серебрякова — Дом актера, Екатеринбург

- 2014 — «Сказки старого фонаря» — Злата Серебрякова — Театр «Щелкунчик», проект «Театр Вороны Капы», Екатеринбург

- 2015 — «Про Ивана Тюфяка и Змея Периныча» — Злата Серебрякова — Учебный Театр, Екатеринбургский государственный театральный институт

- 2015 — «Сказка про принца Круассана и Мигеля Пирожка» — Злата Серебрякова — Дом актера, Екатеринбург

- 2015 — «Алиса Селезнева против Мусорного Монстра» — Злата Серебрякова — проект Единая Промышленная Карта, п. Кашино, Свердловская обл.

- 2016 — «Алиса Селезнева и Кристалл Времени» — Злата Серебрякова — проект Единая Промышленная Карта, п. Кашино, Свердловская обл.

- 2016 — «Как Иван-дурак ума-разума набирался» — Альберт Зинатуллин, Даниил Наковник — Дом актера, Екатеринбург

- 2016 — «Почемучки» — Злата Серебрякова — Уральский государственный театр эстрады, Екатеринбург

- 2017 — «Тайна волшебного телефона» — Злата Серебрякова — Дом актера, Екатеринбург

- 2017 — «Волшебник Изумрудного города» — по мотивам Александра Волкова — Дом актера, Екатеринбург

- 2017 — «Ёжик Колючка и Мешок яблок» — по мотивам Владимира Сутеева — Уральский государственный театр эстрады, Екатеринбург

- 2018 — «Кукла наследника Тутти» — по мотивам Юрия Олеши — Каменск-Уральский театр драмы, Каменск-Уральский

- 2018 — «Чудесный теремок» — Злата Серебрякова — Уральский государственный театр эстрады, Екатеринбург

- 2019 — «Неизлечимые» — по произведениям Аркадия Аверченко, Михаила Зощенко, Н. Тэффи — Уральский государственный театр эстрады

### Сценарист
- 2012—2015; 2017 — «Елка в доме Тупиковой» (организатор: Екатеринбургский дом актера)

- 2015—2016 — «Сказка в Кашино» (организатор: Единая Промышленная Карта)

### Продюсер
- 1989—1995 гг. — проект «Наивный театр»

- 2012—2019 гг. — независимый проект «Театр Вороны Капы»[4] и проект «Театр кукол Альберта Зинатуллина»

- 2015—2016 гг. — «Сказка в Кашино» (совместный проект с образовательной программой «Единая Промышленная Карта»)

- С 2016 г. — по настоящее время — «Азбука Театра» (совместный проект с Екатеринбургским домом актера)

- С 2018 г. — по настоящее время — «Капа-Club» семейный проект (совместный проект с Екатеринбургским домом актера)

- 2018 г. — «Фамильный театр» (совместный проект с семейным клубом Анны Игнатовой «Как дома»)

- 2018 г. — «Сказки в Краснолесье» (совместный проект с детским театром эстрады)

### Телевидение
- 1994—2000 г. — редактор, ведущий, соавтор сценария проектов «Телебом», «Телебом-сказки»

- 2000—2002 г. — редактор, ведущий, соавтор сценария «Телебом-шоу»

- С 1994 — по настоящее время — редактор, ведущий, соавтор сценария «Капашилки» («Утренний экспресс», рубрика «Детское время»)

## Признание и награды
- 2016 — «Проект года» фестиваль Браво, ХХХVII Свердловский областной конкурс театральных работ, «Дом Актера — Детям», за режиссерскую работу в оригинальном творческом воплощении идеи воспитания театрального зрителя нового поколения. Руководитель проекта — Илья Скворцов.

- 2017 — Лауреат Всероссийской литературной премии имени П. П. Бажова в номинации «Мастер. Поэзия» за книгу стихов «Третья сторона бумаги».

- 2019 — Почетная грамота от губернатора Свердловской области № 11-УГ за многолетний и плодотворный труд редактора редакции программы «Утренний Экспресс» общества с ограниченной ответственностью "Телекомпания «Четвертый канал», город Екатеринбург.